# El Cuartito (restaurant)
El Cuartito és una pizzeria fundada el setembre del 1934 a Buenos Aires, la capital de l'Argentina. És al número 937 del Carrer Talcahuano. L'eslògan del restaurant és La Buena Pizza. Ha estat declarat patrimoni cultural de la ciutat de Buenos Aires. Es tracta d'una de les pizzeries més antigues del municipi. També està especialitzada en empanades.